# التهاب الجلد الضوئي
التهاب الجلد الضوئي يشار إليه احياناً بتسمم الشمس أو حساسية ضوئية وهو نوع من أنواع التهاب الجلد التلامسي إذ يتنشط المستأرج نتيجة التعرض للضوء فتستثار ردة فعل الحساسية حيث تسبب حمى الطفحية والآثار المترتبة على التظاهرات التابعة. تسبب التظاهرات التابعة والأخرى حالات حساسية الجلد التي تكون غالبا إكزيمياأو الطفح وفي حالات نادرة يتوفى المصابون.
| التصنيف والمصادر الخارجية          |
| ---------------------------------- |
| التخصص: الأمراض الجلدية            |
| L57.8: ICD-10                      |
| 692.79 ICD-9-CM                    |
| الأمراض: 24609                     |
| نظام فهرسة المواضيع الطبية:D010787 |

## العلامات والأعراض
قد يسبب التهاب الجلد الضوئي تورم وحرقان وطفح جلدي وحكة حمراء تشبه في بعض الأحيان بثور صغيرة وتقشير الجلد وأيضاً من الممكن حدوث غثيان. وقد يكون هناك أيضا بقع حيث قد تستمر الحكة لفترات طويلة. وتتشكل بهذه المناطق غالباً بالقرب أو على الوجه لون برتقالي غير محبب يميل إلى البني.

## المسببات
العديد من الأدوية والحالات يمكن أن تسبب حساسية الشمس، بما في ذلك:
- - في الصيدلة تستخدم في بعض العقاقير من بينها بعض المضادات الحيوية و مدرات البول ومثبطات سي أو اكس 2 وعقاقير مرض السكري.
  - السورالينات وقطران الفحم، والأصباغ المتفاعلة (يوزين، أكريدين البرتقالي)
  - مسك امبريتي وميثيلكومارين وزيت الليمون (قد تكون موجودة في العطور)
  - حمض أمينوبنزويك PABA(يوجد في كريمات الواقية من الشمس)
  - أوكسي بنزون (موانع كيميائية ايضاً في كريمات الواقية من الشمس)
  - ساليسيلانيليد (توجد في المنظفات الصناعية)
  - نبتة سانت جونز التي تستخدم لعلاج الاكتئاب السريري.
  - الهيكساكلروفين (توجد في بعض ℞ المتواجد في الصابون المضاد للبكتيريا)
  - يتصل مع نسغ من عشبة الخنزير العملاقة. والسذاب شديد الرائحة (روتا قرافيولينس) هو نبات تسممي ضوئي آخر يوجد عادة في الحدائق والضيائية تحدث بسبب نباتات تسمى الجلد الضوئي.
  - مضادات الحيوية التتراسيكلين (مثل التتراسيكلين، الدوكسيسيكلين، المينوسكلين)
  - بيروكسيد البنزويل
  - الرتينوئيدات (على سبيل المثال أيزوتريتينوين)
  - بعض مضادات التهاب اللاستيرويدية (على سبيل المثال النابروكسين وإلايبوبروفين)
  - مضاد حيوي الكوينولون: سبارفلوكساسين في 2% من الحالات.
  - أميودارون ويستخدم لعلاج الرجفان الأذيني.
  - البلاغرا أو الحصاف.

التهاب الجلد الضوئي يمكن أن يكون ناجم عن نباتات مثل الديكتامنس (المعروف باسم «حرق بوش») الذي يعد جنس من كاسيات البذور من فصيلة السذابية ويسمى هذا التهاب الجلد الضوئي.
.

## الوقاية
- وتشمل الوقاية تجنب التعرض لأشعة الشمس ووضع كريم واقي الشمس على المنطقة المصابة.
  - الغطاء: ارتداء أكمام طويلة وبنطلون ووقبعة واسعة الحواف كلما كان التعرض قاسي
  - تجنب المواد الكيميائية التي قد تؤدي إلى رد فعل
  - وضع كريم واقي الشمس مع لا يقل عن 30 عامل من مستوى حماية
  - أذا تم تناول الفواكة أو تم التعرض للنباتات التي تزيد حساسية الضوء فيجب ارتداء القفازات أو البقاء في منازلهم.

## انظر ايضاً
- حساسية الضوء